# Nati nel 1902/Marzo
| Questa pagina contiene informazioni ricavate automaticamente dalle voci biografiche con l'ausilio del template Bio e di un bot. L'aggiornamento è periodico e automatico e ricostruisce completamente la pagina. Se manca una persona in questa lista, sei pregato di non aggiungerla, ma accertati piuttosto che la sua voce biografica contenga il template Bio e che i dati anagrafici siano correttamente compilati. Se il template Bio manca, inseriscilo tu stesso o, in alternativa, metti l'avviso {{tmp\|Bio}} che ne segnala la mancanza. Se i dati riportati sono sbagliati, correggi direttamente la voce biografica; le modifiche saranno visibili in questa lista entro pochi giorni. Per chiarimenti vedi il progetto biografie. La lista contiene solo le 141 persone che sono citate nell'enciclopedia e per le quali è stato implementato correttamente il template Bio. Pagina aggiornata al 10 ago 2025. |

- 1º marzo - Antonio Leopoldo Basso, geografo e antifascista italiano († 1976)
- 1º marzo - Bill Cockburn, hockeista su ghiaccio canadese († 1975)
- 1º marzo - Elizza La Porta, attrice rumena († 1997)
- 1º marzo - Jean Pontremoli, ingegnere, dirigente d'azienda e ufficiale francese († 1940)
- 2 marzo - Moe Berg, giocatore di baseball e agente segreto statunitense († 1972)
- 2 marzo - Edward Condon, fisico statunitense († 1974)
- 2 marzo - Giorgio Favaretto, pianista italiano († 1986)
- 2 marzo - Georg Johnsson, ciclista su strada svedese († 1960)
- 2 marzo - David Roldán Lara, santo messicano († 1926)
- 2 marzo - Mike Monroney, politico statunitense († 1980)
- 2 marzo - Otakar Německý, combinatista nordico, fondista e sciatore di pattuglia militare cecoslovacco († 1967)
- 3 marzo - Emilio Baldanello, attore e drammaturgo italiano († 1952)
- 3 marzo - Bruno Falck, imprenditore e ingegnere italiano († 1993)
- 3 marzo - Fedra Farolfi, filantropa italiana († 1991)
- 3 marzo - Eunice Murray, scrittrice statunitense († 1994)
- 3 marzo - Sarah Rector, statunitense († 1967)
- 3 marzo - Ulises Saucedo, allenatore di calcio e arbitro di calcio boliviano († 1996)
- 4 marzo - Giuseppe Alberti, politico italiano († 1974)
- 4 marzo - Innocente Dugnani, politico italiano († 1971)
- 4 marzo - Gilberto Gilioli, scrittore e antifascista italiano († 1985)
- 4 marzo - Muhammad Jabir di Ternate, sovrano indonesiano († 1975)
- 5 marzo - Giovanni Scano, avvocato e politico italiano († 1948)
- 5 marzo - Rosetta Tofano, costumista e attrice italiana († 1960)
- 6 marzo - Amedeo Ghidoni, calciatore italiano († 1971)
- 7 marzo - Bessie Allison Buchanan, politica, ballerina e cantante statunitense († 1980)
- 7 marzo - Giulio Bolaffi, partigiano e filatelista italiano († 1987)
- 7 marzo - Donald Oenslager, scenografo e docente statunitense († 1975)
- 7 marzo - Heinz Rühmann, attore tedesco († 1994)
- 8 marzo - Louise Beavers, attrice statunitense († 1962)
- 8 marzo - Hugh Hunt, scenografo statunitense († 1988)
- 8 marzo - Arno Arthur Wachmann, astronomo tedesco († 1990)
- 9 marzo - Luis Barragán, architetto e ingegnere messicano († 1988)
- 9 marzo - Will Geer, attore e attivista statunitense († 1978)
- 9 marzo - Ludwig Landgrebe, filosofo austriaco († 1991)
- 9 marzo - Elio Migliorini, geografo e esperantista italiano († 1988)
- 9 marzo - Johann Wenzel, agente segreto tedesco († 1969)
- 9 marzo - Carlo Zamporlini, calciatore italiano († 1996)
- 10 marzo - Giuseppe Cesetti, pittore italiano († 1990)
- 10 marzo - Carlo Ciocca, pittore italiano († 1984)
- 10 marzo - Balilla Grillotti, partigiano italiano († 1944)
- 10 marzo - Alberto Jacometti, giornalista, scrittore e politico italiano († 1985)
- 10 marzo - Olaf Jordan, artista svedese († 1968)
- 10 marzo - Sida Košutić, scrittrice, poetessa e drammaturga austro-ungarica († 1965)
- 11 marzo - Paulo Innocenti, allenatore di calcio e calciatore brasiliano († 1983)
- 11 marzo - Felice Montagnini, compositore e direttore d'orchestra italiano († 1966)
- 12 marzo - Cesare Breveglieri, pittore italiano († 1948)
- 12 marzo - Leslie Fenton, attore e regista statunitense († 1978)
- 12 marzo - Ivan Pryvalov, calciatore sovietico († 1974)
- 13 marzo - Mohammed Abdel Wahab, attore, cantante e compositore egiziano († 1991)
- 13 marzo - Hans Bellmer, pittore, scultore e fotografo tedesco († 1975)
- 13 marzo - Joseph Thomas McGucken, arcivescovo cattolico statunitense († 1983)
- 13 marzo - Li Meishu, artista, pittore e scultore taiwanese († 1983)
- 13 marzo - Marta Robin, mistica francese († 1981)
- 13 marzo - Alfio Russo, giornalista italiano († 1976)
- 13 marzo - Enrico Scioscia, calciatore italiano
- 14 marzo - Maria Bernetic, politica italiana († 1993)
- 14 marzo - Erich Reschke, sindacalista e politico tedesco († 1980)
- 14 marzo - Giulio Stival, attore, doppiatore e regista teatrale italiano († 1953)
- 15 marzo - Frederick Boylstein, pugile statunitense († 1972)
- 15 marzo - Sumiko Kurishima, attrice e danzatrice giapponese († 1987)
- 15 marzo - Sigizmund Aleksandrovič Levanevskij, aviatore sovietico († 1937)
- 15 marzo - Carla Porta Musa, scrittrice, saggista e poetessa italiana († 2012)
- 15 marzo - Robert H. Park, ingegnere e inventore statunitense († 1994)
- 15 marzo - Luigi Questa, generale e aviatore italiano († 1999)
- 15 marzo - Henri Saint Cyr, cavaliere svedese († 1979)
- 15 marzo - Joseph Schacht, orientalista tedesco († 1969)
- 15 marzo - Kajirō Yamamoto, regista, sceneggiatore e attore giapponese († 1974)
- 16 marzo - Ottorino Aloisio, architetto italiano († 1986)
- 16 marzo - Henry Hansen, ciclista su strada danese († 1985)
- 16 marzo - Mario Monticelli, scacchista e giornalista italiano († 1995)
- 16 marzo - Dagoberto Ortensi, ingegnere italiano († 1975)
- 16 marzo - Leon Roppolo, clarinettista statunitense († 1943)
- 17 marzo - Nihat Bekdik, calciatore turco († 1972)
- 17 marzo - Giovanni Favaretto Fisca, politico italiano († 1986)
- 17 marzo - Bobby Jones, golfista statunitense († 1971)
- 18 marzo - Armando Crisciani, militare e marinaio italiano († 1941)
- 18 marzo - Gianni Crosio, attore italiano († 1981)
- 18 marzo - Heinrich Rohr, organista e compositore tedesco († 1997)
- 18 marzo - Giuseppe Terragni, politico italiano († 1963)
- 19 marzo - Joseph Colomb, presbitero, filosofo e teologo francese († 1979)
- 19 marzo - Raul Radice, scrittore, giornalista e critico letterario italiano († 1988)
- 19 marzo - Umberto Sampietro, politico italiano († 1977)
- 19 marzo - Manuel Seoane, calciatore e allenatore di calcio argentino († 1975)
- 19 marzo - Fu'ad Shihab, politico e generale libanese († 1973)
- 20 marzo - Mario Magnozzi, calciatore e allenatore di calcio italiano († 1971)
- 20 marzo - Ezio Selva, tuffatore e pilota motonautico italiano († 1957)
- 20 marzo - Giuseppe Varni, attore polacco († 1965)
- 21 marzo - Elena Albertini, scrittrice italiana († 1990)
- 21 marzo - Vasilij Michajlovič Andrianov, politico sovietico († 1978)
- 21 marzo - Mario Delpozzo, politico italiano († 1984)
- 21 marzo - Gustav Fröhlich, attore tedesco († 1987)
- 21 marzo - Leandro Gómez Harley, cestista e ostacolista uruguaiano († 1979)
- 21 marzo - Son House, cantante e chitarrista statunitense († 1988)
- 21 marzo - Santo Pecora, trombonista statunitense († 1984)
- 21 marzo - Al Smith, fumettista statunitense († 1986)
- 22 marzo - Johannes Andreas Brinkman, ingegnere e architetto olandese († 1949)
- 22 marzo - Mario Cavalla, saltatore con gli sci italiano († 1962)
- 22 marzo - Harald Geppert, matematico tedesco († 1945)
- 22 marzo - Ernest Mottard, ciclista su strada belga († 1949)
- 22 marzo - Otto Novák, calciatore cecoslovacco († 1984)
- 22 marzo - Derelys Perdue, attrice e ballerina statunitense († 1989)
- 22 marzo - Augusto Silva, allenatore di calcio e calciatore portoghese († 1962)
- 23 marzo - Josef von Báky, regista austro-ungarico († 1966)
- 23 marzo - Józef Cebula, religioso polacco († 1941)
- 23 marzo - Zbysław Ciołkosz, ingegnere polacco († 1960)
- 23 marzo - Beppe Guzzi, pittore italiano († 1982)
- 23 marzo - Sven Ivar Lind, architetto svedese († 1980)
- 23 marzo - Philip Ober, attore statunitense († 1982)
- 23 marzo - Renato Pagni, politico italiano († 1981)
- 23 marzo - Corrado Terranova, politico italiano († 1973)
- 24 marzo - Victor Bodson, politico lussemburghese († 1984)
- 24 marzo - Cesare Campioli, politico e imprenditore italiano († 1971)
- 24 marzo - Thomas E. Dewey, politico statunitense († 1971)
- 24 marzo - Grace Evelyn Pickford, biologa britannica († 1986)
- 25 marzo - Alberto Consiglio, giornalista, politico e sceneggiatore italiano († 1973)
- 25 marzo - Marie-Josephine Gaudette, supercentenaria statunitense († 2017)
- 25 marzo - Árpád Hajós, calciatore e allenatore di calcio ungherese († 1971)
- 25 marzo - Domenico Petrini, critico letterario italiano († 1931)
- 25 marzo - Gustaaf Van Slembrouck, ciclista su strada belga († 1968)
- 26 marzo - Enrico Benetti, avvocato e politico italiano
- 26 marzo - Josef Hlouch, vescovo cattolico ceco († 1972)
- 26 marzo - Robert Morrison, canottiere britannico († 1980)
- 27 marzo - Sidney Buchman, sceneggiatore e produttore cinematografico statunitense († 1975)
- 27 marzo - Pasquale Falqui, farmacista e imprenditore italiano († 1999)
- 27 marzo - Pál Hermann, violoncellista e compositore ungherese († 1944)
- 27 marzo - Josef Jelínek, calciatore cecoslovacco († 1973)
- 28 marzo - Giovanni Boaga, matematico e geodeta italiano († 1961)
- 28 marzo - Aimé Dossche, ciclista su strada e dirigente sportivo belga († 1985)
- 28 marzo - Ludvigs Dudaņecs, calciatore lettone
- 28 marzo - Flora Robson, attrice britannica († 1984)
- 28 marzo - Percy Peter, nuotatore e pallanuotista britannico († 1986)
- 29 marzo - Marcelino Agirrezabala, calciatore spagnolo († 1980)
- 29 marzo - Marcel Aymé, scrittore francese († 1967)
- 29 marzo - Martin Frič, regista ceco († 1968)
- 29 marzo - Armando Méndez San Martín, politico argentino († 1958)
- 29 marzo - Mario Rossi, direttore d'orchestra italiano († 1992)
- 29 marzo - William Turner Walton, compositore, direttore d'orchestra e attore inglese († 1983)
- 30 marzo - George Hay-Drummond, XIV conte di Kinnoull, nobile scozzese († 1938)
- 30 marzo - Ted Heath, musicista britannico († 1969)
- 30 marzo - Ferdinando Seriolo, calciatore italiano († 1970)
- 31 marzo - Albino Donati, politico italiano († 1972)